# Кривопустоська сільська рада
Кривопу́стоська сільська́ ра́да — адміністративно-територіальна одиниця та орган місцевого самоврядування у Братському районі Миколаївської області. Адміністративний центр — село Крива Пустош.

## Загальні відомості
- Населення ради: 580 осіб (станом на 2001 рік)

## Населені пункти
Сільській раді були підпорядковані населені пункти:
- с. Крива Пустош
- с. Антонопіль
- с. Кудрявське

## Склад ради
Рада складалася з 12 депутатів та голови.
- Голова ради: Красніков Віктор Григорович
- Секретар ради: Паладій Оксана Петрівна

### Керівний склад попередніх скликань
| Прізвище, ім'я, по батькові    | Основні відомості                                                          | Дата обрання | Дата звільнення |
| ------------------------------ | -------------------------------------------------------------------------- | ------------ | --------------- |
| Скрипник Олександр Віталійович | Сільський голова, 1969 року народження, член Соціалістичної партії України | 26.03.2006   | 31.10.2010      |
| Скрипник Олександр Віталійович | Сільський голова, 1969 року народження, освіта вища, безпартійний          | 31.10.2010   | 26.11.2015      |

Примітка: таблиця складена за даними сайту Верховної Ради України

### Депутати
За результатами місцевих виборів 2010 року депутатами ради стали:

#### За суб'єктами висування
| Суб'єкт висування                                       | Кількість обраних депутатів | %    |
| ------------------------------------------------------- | --------------------------- | ---- |
| Партія регіонів                                         | 10                          | 83,3 |
| Народна партія                                          | 1                           | 8,3  |
| Політична партія Всеукраїнське об'єднання «Батьківщина» | 1                           | 8,3  |

#### За округами
| № округу                                                | Прізвище, ім'я, по батькові    | Дата визнання обраним | Освіта             | Партійна приналежність                        | Відомості про обраного депутата                         |
| ------------------------------------------------------- | ------------------------------ | --------------------- | ------------------ | --------------------------------------------- | ------------------------------------------------------- |
| Народна Партія                                          |                                |                       |                    |                                               |                                                         |
| 12                                                      | Сінченко Катерина Іванівна     | 03.11.2010            | середня спеціальна | член Народної партії                          | Кривопустоська сільська рада, секретар                  |
| Партія регіонів                                         |                                |                       |                    |                                               |                                                         |
| 1                                                       | Красніков Віктор Григорович    | 03.11.2010            | середня            | позапартійний                                 | Кривопустоська загальноосвітня школа І-ІІ ст., кочегар  |
| 2                                                       | Тіхон Тамара Захарівна         | 03.11.2010            | середня спеціальна | позапартійна                                  | тимчасово не працює                                     |
| 3                                                       | Жакобіна Тетяна Олександрівна  | 03.11.2010            | середня спеціальна | позапартійна                                  | тимчасово не працює                                     |
| 4                                                       | Масельський Віктор Миколайович | 03.11.2010            | середня            | позапартійний                                 | ФГ «Світання», тракторист                               |
| 5                                                       | Бєлінська Дарія Акимівна       | 03.11.2010            | середня спеціальна | член Партії регіонів                          | пенсіонер                                               |
| 6                                                       | Марченко Ольга Василівна       | 03.11.2010            | вища               | позапартійна                                  | Кривопустоська загальноосвітня школа І-ІІ ст., вчитель  |
| 7                                                       | Марінець Ольга Василівна       | 03.11.2010            | середня            | позапартійна                                  | Кривопустоська загальноосвітня школа І-ІІ ст., кухар    |
| 8                                                       | Соколенко Ольга Василівна      | 03.11.2010            | середня            | позапартійна                                  | тимчасово не працює                                     |
| 9                                                       | Бабінець Ірина Анатоліївна     | 03.11.2010            | середня спеціальна | позапартійна                                  | тимчасово не працює                                     |
| 11                                                      | Токарчук Світлана Миколаївна   | 03.11.2010            | середня спеціальна | позапартійна                                  | Кривопустоська сільська рада, спеціаліст землевпорядник |
| Політична партія Всеукраїнське об'єднання «Батьківщина» |                                |                       |                    |                                               |                                                         |
| 10                                                      | Паладій Ольга Степанівна       | 03.11.2010            | середня спеціальна | член Всеукраїнського об'єднання «Батьківщина» | ФГ «Ольвія», голова                                     |

## Населення
Згідно з переписом УРСР 1989 року чисельність наявного населення сільської ради становила 675 осіб, з яких 301 чоловік та 374 жінки.
За переписом населення України 2001 року в сільській раді мешкало 577 осіб.

### Мова
Розподіл населення за рідною мовою за даними перепису 2001 року:
| Мова       | Відсоток |
| ---------- | -------- |
| українська | 92,76 %  |
| молдовська | 3,62 %   |
| російська  | 1,90 %   |
| білоруська | 0,69 %   |
| гагаузька  | 0,69 %   |
| вірменська | 0,17 %   |